# Последний контракт (фильм, 1998)
«Последний контракт» (швед. Sista kontraktet) — кинофильм режиссёра Челля Сундвалля, вышедший на экраны в 1998 году. Фильм основан на романе Джона Гроу Kontraktet и рассказывает вымышленную историю, касающуюся обстоятельств убийства шведского премьер-министра Улофа Пальме.

## Сюжет
1985 год. Профессиональный убийца Рэй Ламберт получает задание убить премьер-министра Швеции Улофа Пальме, который многих раздражает своей пропагандой разоружения и многими воспринимается чуть ли не как «коммунист». Когда Ламберт прибывает в Стокгольм под именем Джона Гейлза, он привлекает внимание секретного отдела полиции, где служит Рогер Нюман. Нюман с коллегами начинает следить за подозрительным типом и вскоре начинает подозревать, что мистер Гейлз что-то задумал. Однако, когда Нюман выясняет, что под ударом находится премьер-министр, его начальство из политических соображений решает воздержаться от каких-либо действий...

## В ролях
- Микаэль Персбрандт — Рогер Нюман
- Майкл Китчен — Джон Гейлз / Рэй Ламберт
- Пернилла Аугуст — Нина Нюман
- Рейне Брюнольфссон — Бо Экман
- Бьёрн Флоберг — Том Нильсен
- Жаклин Рамель[швед.] — Хелене Салонен
- Сесилия Юнг[швед.] — Лиза Хольмгрен
- Юхан Линделль — Бернхард Ланге
- Матиас Хенриксон — Петер Барк
- Дональд Хёгберг — Аппельквист
- Клаудия Галли — продавщица